# Orlando Pardo
Orlando Pardo es un director de cine, actor y guionista colombiano, reconocido por aparecer en series de televisión en su país en la década de 1990 y por dirigir los largometrajes Karmma: el peso de tus actos (2006) y Alma de héroe (2019).

## Biografía

### Primeros años
Pardo nació en la ciudad de Bogotá. 

### Carrera
Inicialmente se desempeñó como actor, apareciendo en producciones de televisión en su país en la década de 1990 como Señora Isabel, Dulce ave negra, Eternamente Manuela y Dios se lo pague. 
En la década de 2000 integró el reparto de las telenovelas Alejo, la búsqueda del amor, El precio del silencio, Retratos y Novia para dos.
En su faceta como director, tuvo su debut en 2006 con el largometraje Karmma: el peso de tus actos. Acto seguido dirigió el documental Cambio de año maya y los cortometrajes Un asesino perfecto y Sombras invisibles. En 2019 dirigió un nuevo largometraje, Alma de héroe, protagonizado por Jorge Armando Soto y Tuto Patiño.

## Filmografía

### Como actor
- 2010 - Secretos de familia
- 2008 - Novia para dos
- 2003 - Retratos
- 2002 - El precio del silencio
- 2000 - Alejo, la búsqueda del amor
- 1997 - Dios se lo pague
- 1997 - La mujer en el espejo
- 1997 - Hombres
- 1995 - Eternamente Manuela
- 1993 - Dulce ave negra
- 1993 - Señora Isabel

### Como director
- 2006 - Karmma: el peso de tus actos
- 2019 - Alma de héroe